# 川又三智彦
川又 三智彦（かわまた さちひこ、本名：川又 幸彦、1947年9月1日 - ） は、日本の実業家。「会津昭和30年代村企画株式会社」代表。栃木県出身。

## 人物・来歴
サレジオ学院高等学校卒業後、米国ノースウエスタン・ミシガンカレッジに留学。1973年、家業の不動産業「司建物管理有限会社」社長に就任。1985年、ウィークリーマンションを大ヒットさせるが、1999年にはウィークリーマンション事業をリーマン・ブラザーズに売却した。
しかしその所為で2008年のリーマン・ショックに巻き込まれ、2009年に「司建物管理有限会社」は経営破綻した。
会社の経営破綻前は不動産事業の他、福祉・介護事業、インターネット関連事業等を展開。独自の情報整理術を構築し、自ら実践していた。
2016年現在は福島県に移住し、「会津昭和30年代村」企画を進めている。

## 書籍

### 著書
多数の著書を出版している。
- 「男の隠れ家 できるビジネスマンのアイデア“空間術"」（1991年3月30日、日本経営協会総合研究所）ISBN 9784818614727
- 「頭金50万円で土地つき一戸建てを獲得する本 ワンルームより手軽！貯金より有利！」（1992年6月13日、かんき出版）ISBN 9784761253547
- 「仕事が10倍できる 知的整理術 夢を実現する川又流知的生産の技術」（1995年4月1日、日本能率協会マネジメントセンター）ISBN 9784820711001
- 「知的パソコン活用術 スケジュール発想法から健康管理、人生設計まで」（1996年5月7日、PHP研究所 PHPビジネス選書）ISBN 9784569551616
- 「目標達成のための「情報武装」 人生イキイキ、仕事もイキイキ」（1996年8月8日、清話会出版）ISBN 9784882531173
- 「日本沈没、日本再生 さあ、そろそろ決断の時です」（共著者:浅井隆）（1999年3月4日、第二海援隊）ISBN 9784925041355
- 「1000億円失って 情報処理があなたの危機を救う！」（2002年4月20日、日東書院）ISBN 9784528018235
- 「「昭和30年村」作ります 人が暮らすテーマパーク」（共著者:山中伊知郎）（2004年12月10日、日新報道）ISBN 9784817405838
- 「二極化ニッポン 2007年、1億総中流社会は崩壊する」（2005年3月22日、住宅新報社）ISBN 9784789225120
- 「それでも人生大丈夫！ 1000億円借金王「逆転」のヒント」（2006年7月13日、あさ出版）ISBN 9784860631581
- 「2017年 日本システムの終焉 図表で考える「日本経済」の過去・現在・未来 そのとき、われわれはどうすべきか？」（2006年8月30日、光文社 光文社ペーパーバックス）ISBN 9784334933890
- 「昭和30年代村 伊東で町おこし」（共著者:山中伊知郎）（2007年1月20日、日新報道）ISBN 9784817406446
- 「再チャレンジ宣言 生きてさえいれば人生何度でも再挑戦」（2007年8月10日、風塵社）ISBN 9784776300366
- 「2020年の日本からの警告 そのときわれわれの社会はどうなっているのか？図表で考える「日本経済」の過去・現在・未来」（2007年12月15日、光文社 光文社ペーパーバックス）ISBN 9784334934262
- 「人生の意味と量子論」（2008年8月5日、高木書房）ISBN 4884710746
- 「死の意味と量子論」（2009年9月1日、高木書房）ISBN 4884710797
- 「どん底と幸せの法則」（2016年9月1日、青山ライフ出版）ISBN 9784434222481

### 関連書籍
- 「事業に懲りない男に候 ツカサ代表取締役・川又三智彦」（著者:笹倉明）（2003年10月8日、アイシーメディックス）ISBN 4434034219

## 出演
- 日経スペシャル カンブリア宮殿 「地価高騰！再びバブルなのか？！」（2007年10月1日、テレビ東京）- ツカサグループ 代表として出演[2]。
- 「ザ・ノンフィクション」妻の笑顔をもう一度（2016年10月9日、フジテレビ）[3]